# Sainte-Valière
Sainte-Valière è un comune francese di 561 abitanti situato nel dipartimento dell'Aude nella regione dell'Occitania.

## Società

### Evoluzione demografica
Abitanti censiti